# 辛沙里施昆
辛沙里施昆（英語：Sinsharishkun）（？—前612年），新亚述时期亚述国王（公元前627年—公元前612年在位），是亚述最后的国王之一。
公元前626年巴比伦反叛，亚述军队穷于应付。公元前623年巴比伦再次叛乱，辛沙里施昆接连失利。新巴比伦王国联合米底人，于公元前612年攻陷亚述首都尼尼微，辛沙里施昆自焚身亡（一说被杀）。
| 前任： 辛-舒姆-利希尔 | 亚述国王 前626年－前612年 | 繼任： 亞述烏巴立特二世 |